# Mateusz Kijowski
Mateusz Kijowski (Varsavia, 12 dicembre 1968) è un informatico, giornalista e attivista polacco.

## Biografia
Ha studiato matematica all'Università di Varsavia e successivamente ha frequentato l'Istituto di Studi sulla Famiglia all'Accademia di Teologia Cattolica di Varsavia e la facoltà di giornalismo. Ha lasciato gli studi per lavorare in una sartoria dove ha disegnato modelli per sacchi a pelo e piumini. Nel 1991 ha cominciato a lavorare nella sezione informatica di Gazeta Wyborcza. Dalla fine del 1993 è impiegato nel Centro per l'Educazione Informatica, svolgendo attività di insegnamento per futuri webmaster. Nel 2000 ha completato gli studi in business management presso la Scuola di management (polacco: "Wyższa Szkoła Zarządzania") della Polish Open University, scrivendo la tesi di laurea sulle oscillazioni del mercato finanziario.
Ha compiuto i primi passi come attivista sociale nell'organizzazione turistica della sua parrocchia. Ha, inoltre, collaborato al movimento per i diritti dei padri, e ha contribuito all'organizzazione della campagna stopstopnop, polemizzando con coloro che si opponevano alla vaccinazione obbligatoria dei bambini. È stato il cofondatore dell'associazione contro la violenza sulle donne.
Dopo le prime azioni del nuovo governo polacco, il 20 novembre 2015 ha fondato un gruppo su Facebook dal nome "Comitato per la Difesa della Democrazia" (in polacco: Komitet Obrony Demokracji). Dopo tre giorni il gruppo aveva 30.000 iscritti. Il 2 dicembre 2015 a Varsavia si è tenuto un incontro ufficiale che ha sancito la nascita dell'Associazione "Comitato per la Difesa della Democrazia (KOD)". In quell'occasione è stato approvato lo statuto ed è stato nominato un consiglio temporaneo di cui Kijowski fa parte. Nel corso di questi avvenimenti Kijowski è stato minacciato ed è stato messo sotto protezione dalla polizia.
Il 3 dicembre 2015 KOD ha organizzato un picchetto in supporto della Corte Costituzionale nella sua azione a favore della legalità in Polonia. Una nuova manifestazione si è svolta a Varsavia il 12 dicembre 2015. Il 19 dicembre manifestazioni simili si sono svolte in più di venti città della Polonia e in varie città europee e statunitensi.
Nel mese di dicembre 2015 l'Associazione dei Giornalisti polacchi (Towarzystwo Dziennikarskie) lo ha insignito del premio per la Libertà (Nagroda Wolności) in riconoscimento delle sue attività civili, in particolare per la pronta organizzazione delle pacifiche proteste di migliaia di polacchi in difesa della libertà e della democrazia.
Mateusz Kijowski ha quattro figli  e si è sposato due volte.